# Edward Wegman
Edward Wegman es un profesor estadounidense, y estadístico de la George Mason University, y anteriormente catedrático del Concejo Nacional de Estudios del Comité sobre Estadística Aplicada y Teórica. Obtuvo un Ph.D. en estadística matemática; y es miembro of the American Statistical Association y miembro senior del IEEE. Además de su trabajo en el campo de la computación estadística, Wegman es notable por su contribución al Comité 2006 sobre el Reporte de Energía y Comercio (Reporte Wegman) que se informó de la controversia del gráfico de hockey.

## Carrera
Es aborigen de San Luis, Misuri. En 1965, recibió su B.S. en matemática de la Saint Louis University, luego fue a la Escuela de posgrado en la Universidad de Iowa donde obtuvo un M.S. en 1967, y su Ph.D. en 1968, ambos en estadística matemática. Ocupó una posición en la facultad de la Universidad de Carolina d lNorte por diez años. En 1978, Wegman se unió a la Oficina de Investigación Naval, donde dirigió la División de Ciencias Matemáticas.
Más tarde, Wegman fue director del primer programa del "Programa de Ultra Velocidad de computación de alta investigación básica", para la "Oficina de Tecnología y Ciencia Innovativa de la Iniciativa de Defensa Estratégica". Se unió a la Facultad de la Universidad George Mason, en 1986, desarrollando un programa de maestría en ciencia estadística.
A Wegman se le atribuye haber acuñado la frase "estadísticas computacionales" y el desarrollo de un programa de investigación de alto nivel en torno al concepto de que los recursos de computación podrían transformar las técnicas estadísticas. Ha sido editor asociado de siete revistas académicas, miembro de numerosos Consejos editoriales, y el autor de más de 160 artículos y cinco libros. Wegman es miembro de la American Statistical Association, expresidente de la International Association for Statistical Computing, expresidente de la Comisión de Estadística Aplicada y Teórica del United States National Academy of Sciences.

## Audiencias en energía y comercio
En 2006, Joe Barton eligió a Wegman para asistirlo en el "Comité de Energía y Comercio", de la Cámara de Representantes de los Estados Unidos en su investigación sobre la "gráfico de palo de hockey."
Stephen McIntyre y Ross McKitrick han dicho que "el informe de Wegman no corroborando los hallazgos de McIntyre & McKitrick" no es fiable. El informe Wegman fue muy crítico de la investigación de Mann y las conclusiones producidas por la gráfica. Mann objetó las conclusiones de Wegman."

## Investigación de acusaciones de plagio y mala conducta
En octubre de 2010, la Universidad George Mason anunció que estaban llevando a cabo una investigación formal sobre acusaciones de plagio y disconducta en relación con el "Reporte Wegman". En noviembre de 2010, USA TODAY informó de que una revisión del informe de 91 páginas, por tres expertos, encontrando repetidos casos de palabras levantadas de otras fuentes, y apenas disimuladas frases.